# مارتین ویدایگه
مارتین ویدایگه (انگلیسی: Martijn Wydaeghe؛ زادهٔ ۱ سپتامبر ۱۹۹۲) نقشه خوان اهل بلژیک است.